# Feuchtwiesen Schwandorf
Die Feuchtwiesen Schwandorf sind ein vom Regierungspräsidium Freiburg am 12. Januar 2017 durch Verordnung ausgewiesenes Naturschutzgebiet auf dem Gebiet der Gemeinde Neuhausen ob Eck im Landkreis Tuttlingen und der Gemeinde Sauldorf im Landkreis Sigmaringen.

## Lage
Die fünf Teilgebiete des Naturschutzgebiets Feuchtwiesen Schwandorf erstrecken sich von der Ortschaft Oberschwandorf bis Boll im Tal von Wettbach und Krummbach sowie nordöstlich von Oberschwandorf. Das Schutzgebiet gehört zum Naturraum Donau-Ablach-Platten.

## Schutzzweck
Schutzzweck ist laut Schutzgebietsverordnung „die Erhaltung und Entwicklung des Gebiets als Mosaik zusammenhängender, überwiegend extensiv genutzter, feuchter und frischer Grünlandgesellschaften“, als „strukturreiches Gebiet mit Gehölzinseln sowie landschaftsprägenden Bachauen, Rieden und Hochstaudenfluren“ und als „Lebensraum zahlreicher gefährdeter, zum Teil vom Aussterben bedrohter Tier- und Pflanzenarten, insbesondere als Brut-, Durchzugs- und Überwinterungsgebiet zahlreicher Vogelarten.“

## Landschaftscharakter
Das Gebiet wird von Grünlandflächen verschiedenster Ausprägung bestimmt. Neben trockenen bis frischen Glatthaferwiesen sind insbesondere die namengebenden Feuchtwiesengesellschaften (Kohldistel-Wiesen und Pfeifengraswiesen) in den Auen von Wettbach, Krummbach und Erlengraben sowie in den Gewannen „Enisbruch“ und „Schluh“ von Bedeutung.

## Flora und Fauna
Im Gebiet kommt unter anderem der Weiße Germer (Veratrum Album), die Rasen-Segge (Carex cespitosa), die Trauben-Trespe (Bromus racemosus), das Spatelblättrige Greiskraut (Tephroseris helenitis)  und die Sibirische Schwertlilie (Iris sibirica) vor.
Im Gebiet brüten etwa 50 Vogelarten, darunter das Braunkehlchen, das Schwarzkehlchen, der Kiebitz, die Bekassine, der Baumpieper und die Hohltaube. Auch der Storchschnabel-Bläuling und der Dunkle Wiesenknopf-Ameisenbläuling kommen im Gebiet vor. Außerdem wurden unter anderem Sumpfschrecke, Sumpfgrashüpfer, Südlicher Blaupfeil, Blauflügel-Prachtlibelle und Zwergmaus nachgewiesen.